# 大瀬国隆
大瀬 国隆（おおせ くにたか、1947年〈昭和22年〉 - ）は、日本の弦楽器弓職人、こきりこささら職人、越中五箇山こきりこ唄保存会会長、社会福祉法人南砺市社会福祉協議会評議員。

## 略歴
- 1947年（昭和22年） - 誕生。富山県南砺市（旧平村）上梨出身。
- 約10年に渡り文京楽器で弦楽器等の基礎を学ぶ。
- 1977年（昭和52年） - この頃、結婚を機に五箇山に戻り「こきりこささら」職人となる。
- 1983年（昭和58年） - 弦楽器弓専門メーカー「（株）アルシェ」が設立され製作職人となる。
- 1990年（平成2年） - パリに留学し一流の弓職人に学ぶ。
- 1994年（平成6年） - 第11回 VSA国際コンクール チェロ弓部門 ゴールドメダル受賞
- 1995年（平成7年） - マンチェスター国際チェロフェスティヴァル シルバー賞受賞
- 1996年（平成8年） - 第12回 VSA国際コンクール チェロ弓部門 入賞
- 越中五箇山こきりこ唄保存会会長 就任
- 2010年（平成22年）10月15日 - 大韓民国の国会議長朴熺太が世界遺産の白川郷・五箇山の合掌造り集落を訪問した際、記念品として「こきりこささら」をプレゼントした。

## 出演

### テレビ
- 2008年（平成20年）1月20日 - 『生きる×2』「第217回ささらは窓の許にある」 （北日本放送製作）
- 2010年（平成22年）10月25日 - 『鶴瓶の家族に乾杯』「杉山愛 富山県南砺市（後編）」 （NHK総合テレビジョン）

### ラジオ
- 2005年（平成17年）11月28日 - 『録音風物誌』「ささらに編みこむ故郷のこきりこ」 （北日本放送製作）

## 参考資料
- 『鶴瓶の家族に乾杯・杉山愛 富山県南砺市（後編）』（NHK総合テレビジョン）2010年10月25日放送
- 週刊「富山情報・Vol.357」 2005年9月14日号
- （株）アルシェ・スタッフ情報